# Zara Rutherford
Zara Rutherford (Kortrijk, 5 juli 2002) is een Belgisch-Britse vliegenier. Op 19-jarige leeftijd werd ze de jongste vrouwelijke piloot die solo rond de wereld vloog en de eerste persoon die de wereld rondde in een ultralicht vliegtuig na een reis van vijf maanden die begon in Kortrijk, België, op 18 augustus 2021 en eindigde op 20 januari 2022.

## Vroege leven
Zara Rutherford werd geboren in Kortrijk, België, als dochter van een Britse professionele piloot en een Belgische recreatieve. Als jong meisje vergezelde Rutherford haar vader en ze vloog soms zelf een deel van de weg. Op 14-jarige leeftijd begon ze met een opleiding tot piloot en ze behaalde in 2020 haar vliegbrevet. Ze voltooide haar A-niveaus in wiskunde, economie en natuurkunde aan de St. Swithun's School, een meisjesschool in Winchester, Hampshire, Engeland.

## Solovlucht rond de wereld

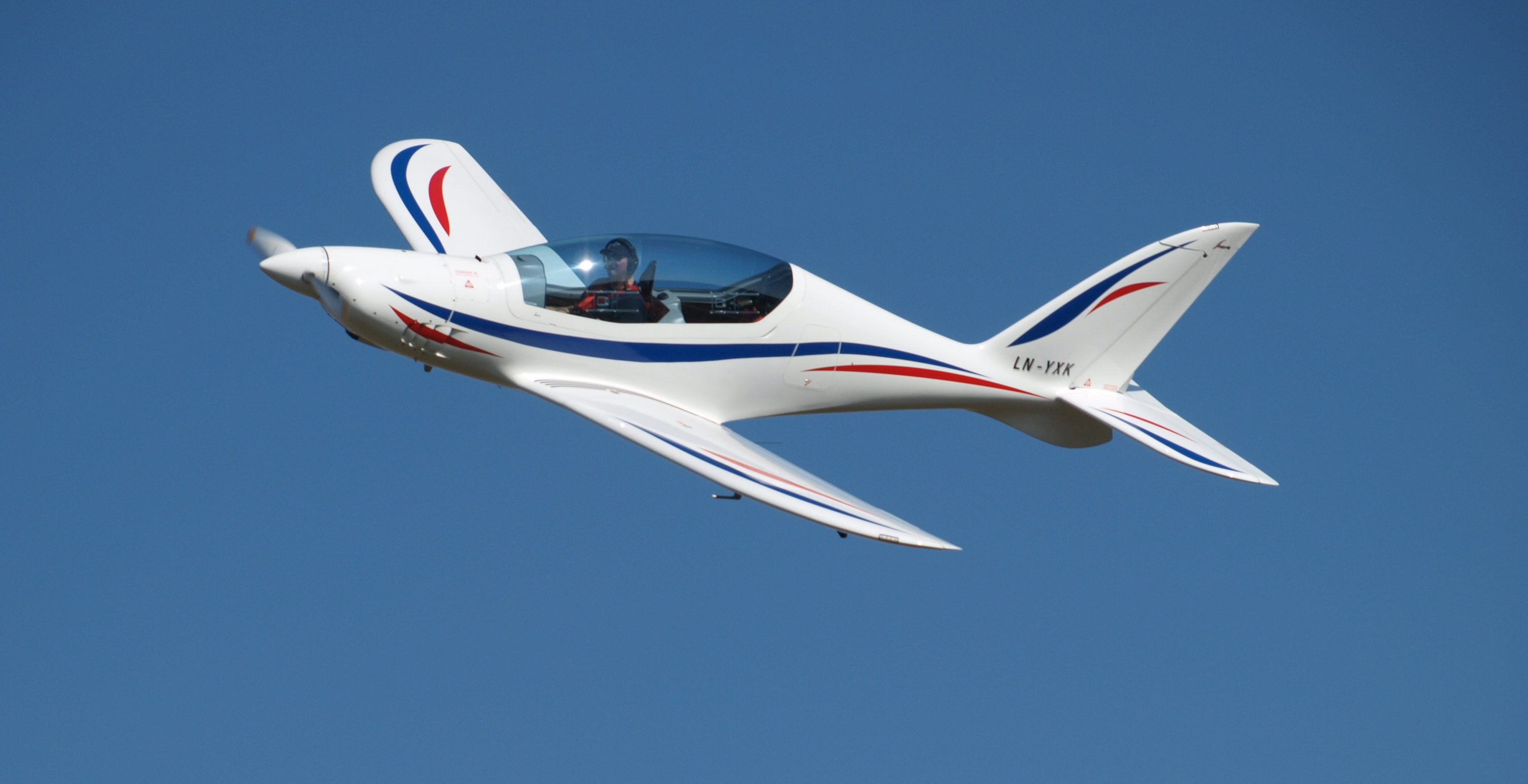
Een Shark.Aero Shark-UL-vliegtuig vergelijkbaar met dat van Zara Rutherford

Op 26 juli 2021 maakte Rutherford tijdens een persconferentie op Popham Airfield bij Winchester bekend dat ze op 19-jarige leeftijd de jongste vrouwelijke piloot wil worden die solo rond de wereld vliegt. Ze wilde het record breken dat eerder was neergezet door de Amerikaanse piloot Shaesta Waiz, die het record in 2017 op 30-jarige leeftijd bereikte. Afgezien van dit record, probeerde ze ook twee andere records te breken: de eerste vrouw worden die de wereld rondreisde in een ultralicht vliegtuig en de eerste Belg die solo de wereld rond vloog in een eenmotorig vliegtuig. De recordpoging was ook bedoeld om het bewustzijn over de genderkloof op gebieden als wetenschap, technologie, techniek en wiskunde (STEM) en luchtvaart te vergroten, en om meer vrouwen en meisjes te inspireren om vroeg in STEM-gebieden te worden betrokken. Haar poging werd ondersteund door hoofdsponsor ICDSoft, een webhostingservice, Richard Bransons Virgin Group, Belgische start-up SafeSky, en het Nederlandse uitzend- en rekruteringsbedrijf TMC Group. Ze werkte ook samen met liefdadigheidsinstellingen Girls Who Code en Dreams Soar, die tot doel hebben vrouwen en meisjes te inspireren en te helpen om STEM-gebieden te betreden.
Rutherford begon haar solo-poging op de luchthaven van Kortrijk-Wevelgem in België op 18 augustus 2021 aan boord van een Shark UL-vliegtuig, dat haar was uitgeleend door de Slowaakse fabrikant Shark.Aero. Vanuit Kortrijk vloog ze naar Popham Airfield waar ze een uur verbleef voordat ze via Aberdeen naar Wick in Schotland vloog. De volgende dag landde ze in Reykjavík, IJsland, na een vlucht van vijf uur.
Na het begin van haar reis maakte Rutherford stops in Groenland, Canada, de oostkust van de Verenigde Staten, de Bahama's, Turks- en Caicoseilanden, Britse Maagdeneilanden, Colombia, Panama, Costa Rica, Mexico, de westkust van de Verenigde Staten en de Amerikaanse staat Alaska. Na aankomst in Nome, Alaska, op 30 september 2021, moest ze een week wachten op de verlenging van haar Russische visum. Tegen de tijd dat haar paspoort terugkwam van het Russische consulaat in Houston, Texas, was het weer slecht geworden en moest ze nog drie weken wachten voordat ze de Beringstraat kon oversteken, een tijd die ze onder meer besteedde aan het uitvoeren van onderhoud. Op 1 november 2021 bereikte ze eindelijk Anadyr, Rusland, halverwege haar reis. Van Anadyr vloog ze de volgende dag naar Magadan en op 9 november stopte ze in Ayan - een stad met slechts 800 mensen, die geen van allen Engels spraken en die geen wifi-service had - waar ze opnieuw vast kwam te zitten vanwege een winterstorm. Uiteindelijk bereikte ze Khabarovsk op 30 november en Vladivostok op 2 december.
Nadat ze op 11 december 2021 uit Rusland was vertrokken, was Rutherford van plan om te stoppen in China, maar vanwege de strikte COVID-19-beperkingen van het land moest ze een omweg maken over de Zee van Japan en in plaats daarvan naar Zuid-Korea vliegen. Tijdens de zes uur durende vlucht had ze moeite om contact te krijgen met de luchtverkeersleiders in Seoul en zocht ze de hulp in van een commerciële KLM-piloot die haar berichten doorstuurde naar de luchtverkeersleiding en haar hielp de juiste frequenties te vinden. Ze landde op dezelfde dag in Gimpo. Op 13 december vertrok ze voor een stop in Muan voordat ze de volgende dag naar Taipei, Taiwan vloog. Op 16 december landde Rutherford in Clark, Pampanga, op de Filippijnen. Ze was van plan een tweede stop te maken in Dumaguete, maar moest de volgende dag naar Kota Kinabalu, Maleisië, vliegen om de naderende Typhoon Rai te vermijden.
Vanuit Kota Kinabalu stopte ze in Ketapang en Jakarta in Indonesië en Seletar in Singapore. Tijdens de vlucht naar Banda Aceh op 27 december vloog ze te dicht bij een onweersbui en zag bliksemschichten op zo'n 3 kilometer. Na Banda Aceh stopte ze in Colombo, Sri Lanka, en Coimbatore, India. Na een stop voor het nieuwe jaar in Mumbai, begon Rutherford het jaar 2022 met stops in Al Ain in de Verenigde Arabische Emiraten en in Riyadh en Tabuk in Saoedi-Arabië, waar ze werd verwelkomd door de Saoedische prins en voormalig piloot en astronaut Sultan bin Salman Al Saud. Na een stop in Alexandrië, Egypte, op 8 januari 2022, kwam ze aan in Heraklion op het Griekse eiland Kreta voor een nieuwe stop.
Rutherford stopte op 14 januari 2022 in Sofia, Bulgarije; in Senica, Slowakije; en in Benešov, Tsjechië, op 16 januari. Ze landde op 19 januari op Frankfurt Egelsbach Airport, Duitsland. Aangekomen in Kortrijk, België, voltooide ze op 20 januari 2022 een reis om de wereld en landde op dezelfde luchthaven vanwaar ze de reis begon.